# Ajnad al-Sham
Ajnad al-Sham (en árabe: أجناد الشام‎, lit. 'Soldados del Levante') fue un grupo rebelde independiente con base en Idlib y Hama, durante la guerra civil siria. El grupo toma el nombre del término Yund. Se unió al Ejército de Conquista el 24 de marzo de 2015, participando activamente en la Segunda Batalla de Idlib. El 29 de marzo de 2014, anunció que su líder militar, Abu Abdullah Taoum, murió durante un enfrentamiento cerca de Al Fouaa.

## Historia
El 5 de noviembre de 2015 durante la segunda ofensiva del noroeste, milicianos de Ajnad al-Sham de la gobernación de Hama asesinaron y decapitaron a un General de brigada del ejército sirio y metió su cabeza en un contenedor. Publicaron una foto en Facebook y Twitter donde sus compañeros militantes elogiaron esta ejecución y etiquetaron al general de brigada con lemas despectivos como "Nusayri" - un término para los Alawitas. Ajnad al-Sham esta dividió por el Batallón Mártir Khalid Zaarour y la Brigada al-Majd
En mayo de 2016, una declaración del grupo amenazó con tomar represalias contra las fuerzas gubernamentales si no se cumplían las demandas relacionadas con un motín carcelario en Hama. El 5 de mayo, como parte de la campaña del Sur de Alepo, miembros de Ajnad al Sham, el Frente Al Nusra y el Ejército Sirio Libre asaltaron la aldea de Khan Tuman, dejando 43 agresores (incluidos terroristas suicidas), 30 soldados sirios e iraníes y otros 21 heridos.
En junio, Ajnad al-Sham junto con más grupos rebeldes lideraron un nuevo ataque yihadista en el campo del sur de Alepo, dirigido a las aldeas de Khalsah y Zeitain, fuerzas progubernamentales controladas, dejando cerca de 86 soldados muertos. Los rebeldes inicialmente capturaron Zeitain, mientras continuaban los intensos combates en Khalsah. The group continues with his armed campaign in the next months. El incidente más sonado fue el ataque al barrio de Hamdaniyeh, que dejó tres civiles muertos y otros doce heridos.
En febrero de 2017, durante los enfrentamientos en la gobernación de Idlib (enero-marzo de 2017) entre Ahrar al-Sham, Hayat Tahrir al-Sham y Jund al-Aqsa, afiliados a ISIS, el Observatorio Sirio de Derechos Humanos pro-oposición informó que Ajnad al-Sham fue atacado por combatientes de Jund al-Aqsa en su sede junto con Saraya al-Ghuraba, otro grupo yihadista, y durante el ataque, Jund Según informes, al-Aqsa se apoderó de armas y vehículos de Ajnad al-Sham y Saraya al-Ghuraba.
El 18 de junio de 2017, después de unirse a Hayat Tahrir al-Sham, el grupo abandonó HTS y se unió a Ahrar al-Sham.